# Pont del Solà (Monistrol de Calders)
El Pont del Solà és un pont del terme de Monistrol de Calders, a la comarca del Moianès, de la Catalunya Central.
Està situat a l'extrem sud-oest del poble, a migdia de Poble Avall; permet l'accés des de la carretera B-124, superant el torrent o riera de l'Om. És al costat sud-est de la masia del Solà, i representa l'entrada meridional al poble.
Fou construït l'any 1905, un any després que quedessin finalitzades les obres del tram monistrolenc de la carretera de tercer ordre de Sabadell a Prats de Lluçanès (actualment B-124). Des d'aleshores ha sofert diverses obres d'eixamplament que n'han millorat les condicions de circulació però que n'han malmès la seva estètica. L'any 2012 hi hagué un greu accident de trànsit que en malmeté una part, fins al punt que el pont fou del tot refet. Per causes diverses, les obres del pont van quedar suspeses en el seu tram final, de manera que el pont va estar més d'un any sense poder ser inaugurat.
Deu el seu nom a la masia al costat de la qual es troba.